# Campeonato Asiático de Handebol Masculino de 2004
O Campeonato Asiático de Handebol Masculino de 2004 (2004 البطولة الآسيوية لكرة اليد للرجال (em árabe)) foi a décima primeira edição do principal campeonato de andebol (português europeu) ou handebol (português brasileiro) masculino do continente asiático. O Catar foi o país sede e os jogo ocorreram na cidade de Doha.
O Kuwait foi campeão pela terceira vez, com o Japão segundo e o Catar terceiro.